# Barabás László (festő, 1934)
Barabás László (Tapolcafő, 1934. február 12. –) magyar festőművész, grafikus, főiskolai docens.

## Életpályája
1949–1953 között a Türr István Gimnázium diákja volt. 1953–1956 között a pécsi Pedagógiai Főiskola hallgatója volt, ahol Lantos Ferenc és Soltra Elemér oktatta. 1958 óta Győrben él. Tanulmányúton járt Angliában, Franciaországban és Olaszországban, a Szovjetunióban, Jugoszláviában és az NSZK-ban. Tanított Kecskeméten, majd Győrben a 12 évfolyamos Bercsényi Miklós Iskolában. 1964-től 15 díjat nyert a Győr-Sopron megyei művészeti pályázatokon (1968: nagydíj, 1969: festészeti díj, 1973: grafikai díj, 1975: grafikai díj stb.). 1971–1996 között a győri Apáczai Csere János Tanítóképző Főiskola adjunktusa, 1988-tól a főiskola vizuális nevelési tanszékének vezetője, főiskolai docense volt.

### Munkássága
Sokoldalú szereplője Győr művészeti életének. Foglalkozott újságrajzolással, műkritikával a Kisalföld című lapnál. Kezdetben olajjal dolgozott. Kísérletezett új zománcfestékkel, alumínium alappal, amely átalakította posztnagybányai szemléletét. Az anyagban rejlő lehetőségek a stilizálás, a dekoratív ábrázolás felé terelték, a táblakép sajátos változatához vezették. Témavilága időben és térben alig határolt. A történelem emlékei, jeles egyéniségek alakja, cselekedetei és a jelen természetes és épített környezete egyaránt inspirálja. Jelentős grafikai munkássága nagy technikai jártasságát bizonyítja. E műfajban eljutott a jelképalkotásig, lemondva a tér távlatos ábrázolásáról. Néprajzi sorozatai szellemes lenyomatai a múltnak, egy eltűnő életformának.

## Kiállításai

### Egyéni
- 1962, 1969, 1974, 1987, 1990, 1994, 1996 Győr
- 1978 Balatonfüred, Sopron
- 1985 Csorna

### Válogatott, csoportos
- 1960, 1962, 1964, 1972 Győr
- 1962, 1970 Budapest
- 1964 Székesfehérvár, Szombathely
- 1975, 1978 Kismarton, Szombathely, Muraszombat
- 1976 Kaposvár

## Köztéri művei
- Falburkolat (zománc, 1970, Győr – Megyeháza)
- Falkép, (zománc, 1976, Csorna – Házasságkötő)
- Kompozíció (zománc, 1977, Sopron – Házasságkötő)
- Tabernákulum ajtó (zománc, 1988, Győr – Szent Lélek templom)

## Díjai
- Győr-Sopron Megye Művészeti Díja (1986)[1]
- Szent László-díj (2019)[2]